# Acentrogobius
Acentrogobius is een geslacht van straalvinnige vissen uit de familie van grondels (Gobiidae). Het geslacht is voor het eerst wetenschappelijk beschreven in 1874 door Bleeker.

## Soorten
- Acentrogobius audax (Smith, 1959)
- Acentrogobius caninus (Valenciennes, 1837)
- Acentrogobius cenderawasih (Allen, Erdmann, 2012)
- Acentrogobius chlorostigmatoides (Bleeker, 1849)
- Acentrogobius cyanomos (Bleeker, 1849)
- Acentrogobius dayi (Koumans, 1941)
- Acentrogobius ennorensis (Menon & Rema Devi, 1980)
- Acentrogobius griseus (Day, 1876)
- Acentrogobius janthinopterus (Bleeker, 1853)
- Acentrogobius limarius (Allen, Erdmann & Hadiaty, 2015)
- Acentrogobius masoni (Day, 1873)
- Acentrogobius moloanus (Herre, 1927)
- Acentrogobius multifasciatus (Herre, 1927)
- Acentrogobius nebulosus (Forsskål, 1775)
- Acentrogobius pellidebilis (Lee & Kim, 1992)
- Acentrogobius pflaumii (Bleeker, 1853)
- Acentrogobius simplex (Sauvage, 1880)
- Acentrogobius suluensis (Herre, 1927)
- Acentrogobius therezieni (Kiener, 1963)
- Acentrogobius vanderloosi (Allen, 2015)
- Acentrogobius viganensis (Steindachner, 1893)
- Acentrogobius violarisi (Allen, 2015)
- Acentrogobius viridipunctatus (Valenciennes, 1837)